# Décane
Le décane est un alcane linéaire de formule brute C10H22 qui possède 136 isomères. Ces diverses molécules comportent toutes dix [en grec δέκα (déca)] atomes de carbone.